# Alexandre (filho de Aristóbulo II)
Alexandre foi um filho de Aristóbulo II da Judeia. Quando seu pai e seu irmão, Antígono, foram levados cativos a Roma por Pompeu, ele permaneceu na Judeia, organizando a resistência. Por duas vezes ele foi derrotado pelos romanos, e ao final foi assassinado pelos pompeianos.

## Família
Alexandre Janeu, ao contrário dos seus antecessores, tomou o título de "rei dos judeus", um título que pertencia apenas à família do Rei Davi. Ele se casou com Salomé Alexandra, que o sucedeu e, depois da morte desta, em 67 a.C., por Hircano, seu filho, que havia sido sumo sacerdote. Os líderes do exército e a nobreza se uniram ao irmão mais novo, Aristóbulo, o que levou o país à guerra civil. O conflito foi resolvido com a intervenção de Pompeu, que adicionou a Palestina à República Romana.
Aristóbulo tinha duas filhas e vários filhos, dentre estes Antígono, que foi levado à Roma por Pompeu junto de suas irmãs.

## Luta contra os romanos
Após a campanha de Escauro contra Petra, Alexandre, filho de Aristóbulo, atacou a Judeia.
Gabínio, vindo de Roma através da Síria, como comandante das forças romanas, enfrentou Alexandre, porque Hircano ainda não tinha condições de se opor, e ainda estava tentando reconstruir o muro de Jerusalém, que Pompeu havia derrubado.
Alexandre armou vários judeus, obtendo um exército de dez mil soldados de infantaria e mil e quinhentos de cavalaria, e fortaleceu Alexândrio, uma fortaleza próxima de Corem e Maquero, próxima das montanhas da Arábia. Gabínio o atacou, enviando seus generais, dentre os quais Marco Antônio. Os romanos armaram seus aliados judeus, cujos líderes eram Pitolau e Máliquo, e junto das forças de Antípatro, enfrentaram Alexandre, enquanto Gabínio os seguia com sua legião. Alexandre se retirou para perto de Jerusalém, onde eles batalharam; na batalha morreram três mil dos judeus de Alexandre, e outros três mil foram feitos prisioneiros.
Gabínio chegou a Alexândrio e ofereceu condições para a rendição, que eles seriam perdoados de suas ofensas. Os inimigos, porém ofereceram batalha, e os romanos atacaram. Marco Antônio lutou bravamente, e parece ter terminado a batalha com as maiores honras. Gabínio deixou parte de seu exército por lá, e foi para o resto da Judeia, comandando a reconstrução de várias cidades que haviam sido destruídas.
Quando Gabínio voltou a Alexândrio, Alexandre enviou uma embaixada, aceitando entregar a fortaleza em troca da anistia. Além de Alexândrio, que Gabínio demoliu, Alexandre também entregou Hircânia e Máquero. A mãe de Alexandre, que estava do lado dos romanos, e cujos filhos e marido estavam em Roma, conseguiu tudo que ela queria de Gabínio. Gabínio deixou Hircano em Jerusalém, e dividiu o país em cinco partes, nomeando um conselho para dividir cada parte, de forma que os judeus ficaram livres da autoridade monárquica, sendo governados por uma aristocracia.

## Retorno de Aristóbulo
Aristóbulo fugiu de Roma com seu filho, chegou à Judeia e iniciou a reconstrução do Alexândrio, que havia sido recentemente demolido. A ele se juntaram vários judeus, um total de oito mil soldados, mas os romanos os atacaram e derrotaram. Gabínio enviou Aristóbulo de volta a Roma, onde ele foi acorrentado, porém o Senado deixou seus filhos livres, porque Gabínio havia dito que este foi o acordo que ele tinha feito com a mãe deles para que ela entregasse a fortaleza.
Gabínio pretendia atacar os partas, mas retornou e foi ao Egito, para restaurar Ptolemeu XII ao trono. Antípatro ajudou o exército romano, que derrotou o usurpador Arquelau. Na volta, Gabínio encontrou a Síria em desordem, porque Alexandre, filho de Aristóbulo, havia tomado o governo à força, e estava sitiando o monte Gerizim, onde os romanos haviam se retirado.
Gabínio enviou Antípatro para tentar vencer os judeus pela diplomacia, mas Alexandre, que tinha trinta mil homens, enfrentou Gabínio e foi derrotado.

## Morte
Após Júlio César ter derrotado Pompeu em Roma, este libertou Aristóbulo, mas ele foi envenenado pelos seguidores de Pompeu. Em seguida, Cipião, aliado de Pompeu, assassinou Alexandre, filho de Aristóbulo, e cortou sua cabeça. Os demais filhos de Aristóbulo foram salvos por Ptolemeu, filho de Meneu, que governava Cálcis. Ptolemeu trouxe a viúva de Aristóbulo, Antígono e as filhas de Aristóbulo, uma das quais, Alexandra, se casou com Filípio, filho de Ptolemeu, e, depois que Ptolemeu executou o próprio filho, se casou com Ptolemeu.

## Descendentes
Ele foi casado com Alexandra, filha de Hircano II, com quem teve dois filhos.
Seus dois filhos, dotados de extrema beleza segundo Flávio Josefo, foram:
- Aristóbulo,[12] foi nomeado, aos dezessete anos de idade, sumo sacerdote de Israel e assassinado a mando de Herodes.[13]
- Mariane,[12] que também era neta de Hircano II, e foi esposa de Herodes, o Grande. Herodes e Mariane, a neta de Hircano, tiveram três filhos e duas filhas.[14]